# Vuelo 655 de Iran Air
El Vuelo 655 de Iran Air fue un vuelo comercial operado por Iran Air entre Bandar Abbas (Irán) y Dubái (Emiratos Árabes Unidos). El domingo 3 de julio de 1988, casi al final de la guerra entre Irán e Irak, el avión fue derribado justo al sur de la isla de Qeshm por el crucero lanzamisiles estadounidense USS Vincennes, matando a sus 290 ocupantes. El Vincennes estaba en aguas territoriales iraníes en ese momento.
Según el Gobierno de Estados Unidos, el Airbus fue confundido con un F-14 de la Fuerza Aérea Iraní. Irán calificó el incidente como un acto de barbarie. Por otra parte, George H. W. Bush, vicepresidente de la Administración Reagan, defendió a su país en las Naciones Unidas y declaró que el derribo del avión fue un incidente de guerra y que la tripulación del Vincennes actuó según el momento. En una conferencia de prensa del 2 de agosto de 1988 Bush diría: nunca me disculparé por los Estados Unidos de América. No me importa lo que los hechos digan, en referencia al incidente.
Investigaciones posteriores de la revista Newsweek revelaron que el gobierno estadounidense encubrió muchos hechos de la investigación. El capitán del barco admitió en 1992 que estaban navegando dentro de aguas de Irán, lo cual desmentía la versión oficial de que eran aguas internacionales. El 22 de febrero de 1996, Estados Unidos accedió a pagar a Irán 68 millones de dólares en compensación por las víctimas, pero no pagó por el avión, que tenía un valor de 30 millones de dólares y nunca emitieron una disculpa oficial de Estado.
Fue el primer y se mantiene como el peor accidente de un Airbus A300 del que se tiene registro, el peor desastre aéreo de una aeronave de Airbus y el más mortífero en Irán contando con los territorios marítimos, por encima del accidente del Ilyushin II-76MD de la Fuerza Aérea de Irán, estrellado 15 años después en Kermán.
Fue el desastre aéreo más grave de 1988, por encima del Vuelo 103 de Pan Am, víctima de un atentado casi 6 meses después. 

## Aeronave

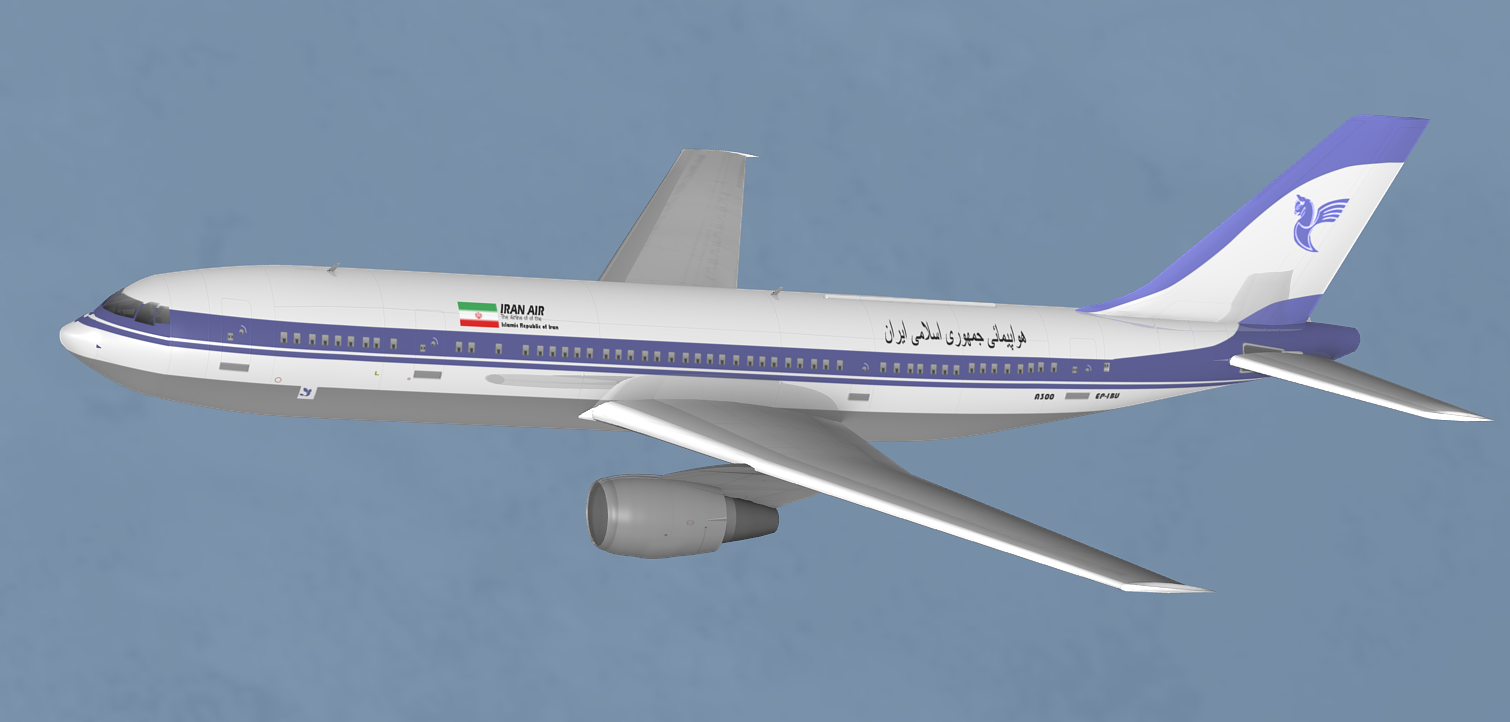
Representación computarizada del avión derribado.

El avión del suceso era un Airbus A300B2 registrado como EP-IBU, hizo su primer vuelo el 16 de marzo de 1982, pero en abril de ese mismo año se la entregó directamente a Iran Air. Esta propulsado por los motores gemelos General Electric CF6

## Cobertura mediática

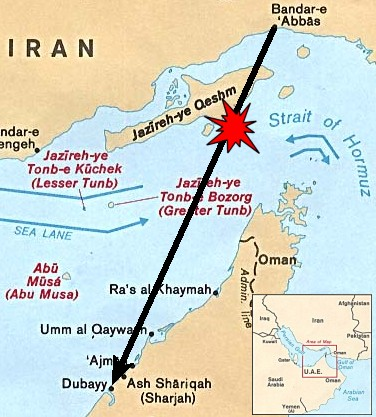
Mapa de la ruta y el sitio del derribo del vuelo 655. La ruta no era necesariamente recta.

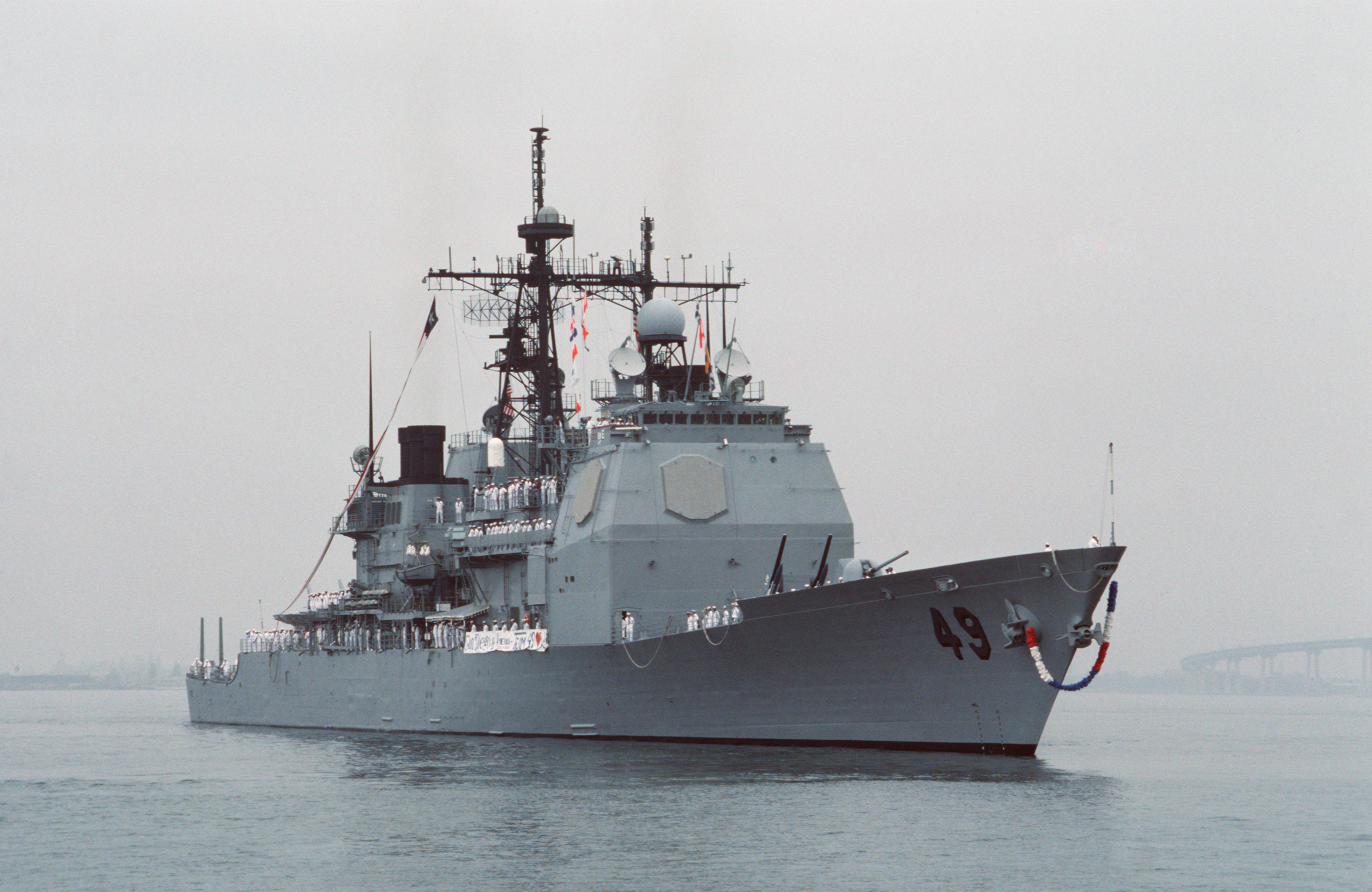
El crucero estadounidense USS Vincennes de la clase Ticonderoga, en el año 1988.

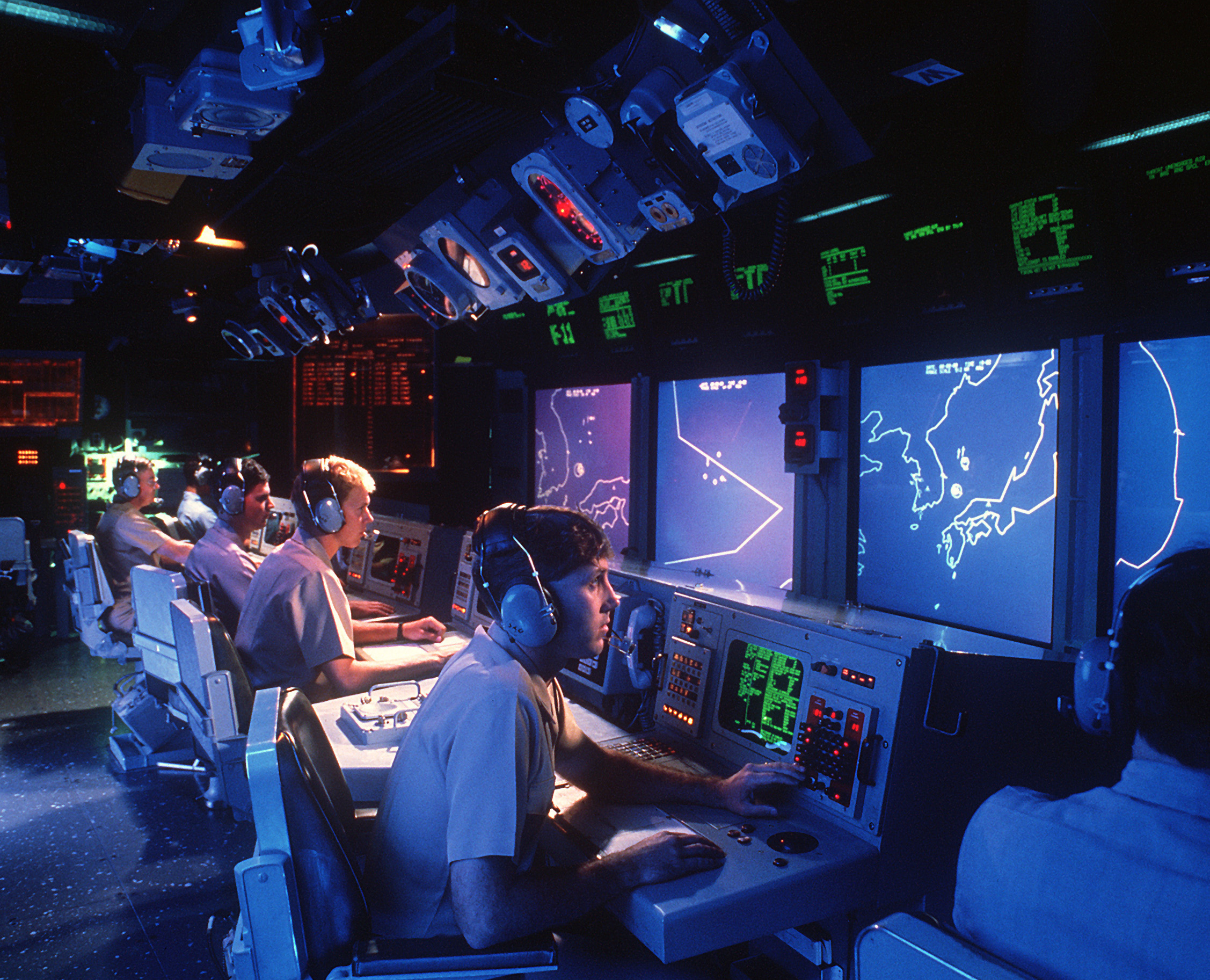
El Centro de Información de Combate del USS Vincennes, año 1988.

Los periodistas Serge Halimi y Pierre Rimbert analizan críticamente la actitud de la prensa norteamericana, señalando en particular un tratamiento de geometría variable en comparación con su cobertura de la destrucción por parte de los soviéticos del vuelo 007 Korean Air Lines [un vuelo civil derribado en el espacio aéreo soviético mientras sobrevolaba por error instalaciones militares estratégicas] que tuvo lugar cinco años antes: "En las dos semanas siguientes al accidente, la destrucción de KAL 007 está cubierta dos o tres veces más que Iran Air: 51 páginas en Time y Newsweek en un caso, 20 en el otro; 286 artículos, frente a 102 en el New York Times. Después del ataque soviético, las portadas de las revistas americanas rivalizaron en indignación: "Air murder. Una emboscada despiadada" (Newsweek, 13 de septiembre de 1983); "Disparar a matar. Atrocidad en el cielo. Los soviéticos se bajan de un avión civil" (Time, 13 de septiembre de 1983); "Por qué lo hizo Moscú" (Newsweek, 19 de septiembre de 1983). 
Pero cuando el misil lleva la bandera estadounidense, el tono cambia: ya no hay ninguna cuestión de atrocidades y menos aún de intencionalidad. El registro cambia de activos a pasivos, como si la masacre no tuviera autor: "Why it happened", titular del Newsweek (18 de julio de 1988). Time incluso prefiere reservar su cobertura para los viajes espaciales en Marte y relegar el drama aéreo a páginas internas, con el título: "Lo que salió mal en el Golfo". 
Los términos más comunes utilizados en los artículos del Washington Post y del New York Times son, en un caso, "brutal", "bárbaro", "deliberado", "criminal" y, en el otro, "por error", "trágico", "fatal", "comprensible", "justificado". Incluso la mirada sobre las víctimas se confunde o se endurece según la identidad de su asesino. ¿Debemos precisar en este punto a quién se reservan los periodistas estadounidenses los términos "seres humanos inocentes", "historias personales conmovedoras", "seres queridos" y aquellos, más sobrios, de "pasajeros", "viajeros" o "personas que han muerto"?»
En un estudio comparativo de los dos acontecimientos publicados en 1991, el profesor de ciencias políticas Robert M. Entman señaló que, en el caso del ataque soviético, el marco general elegido por los medios de comunicación estadounidenses "insistía en la bancarrota moral y la culpabilidad de la nación detrás del tiroteo, mientras que, en el segundo caso, reducía la culpabilidad y se centraba en los complejos problemas asociados a las operaciones militares en las que la tecnología desempeña un papel clave".

## Víctimas
De acuerdo con la Corte Internacional de Justicia, el avión transportaba 290 personas: 274 pasajeros y 16 tripulantes.
| Nacionalidad | Pasajeros | Tripulación | Total |
| ------------ | --------- | ----------- | ----- |
| Irán         | 238       | 16          | 254   |
| EAU          | 13        | 0           | 13    |
| India        | 10        | 0           | 10    |
| Pakistán     | 6         | 0           | 6     |
| Yugoslavia   | 6         | 0           | 6     |
| Italia       | 1         | 0           | 1     |
| Total        | 274       | 16          | 290   |

## Filmografía
Este accidente fue presentado en la 3ª temporada del programa de televisión canadiense Mayday: catástrofes aéreas en el episodio «Identidad errónea».